# قوس سيفار الكسندر (دقة)
قوس سيفار الكسندر هو معلم أثري تونسي مصنف من قبل المعهد الوطني للتراث يقع في ولاية باجة في الشمال الغربي التونسي، تحديدا في دقة تم تصنيف المعلم في يوم 8 يونيو 1891.

## مقالات ذات صلة
- قائمة المعالم الأثرية المصنفة في تونس